# Departman
Departman je geografsko područje centralizovane države, koje funkcioniše kao upravna jedinica obično na pokrajinskom nivou. Ovo područje u nekim zemljama ima, a u nekim nema, upravno telo.

## Departmani u svetu
- Departmani Argentine
- Departmani Benina
- Departmani Bolivije
- Departmani Kameruna
- Departmani Kolumbije
- Departmani varšavske grofovije
- Departmani El Salvadora
- Departmani Francuske
- Departmani Gvatemale
- Departmani Haitija
- Departmani Hondurasa
- Departmani Nikaragve
- Departmani Nigera
- Departmani Perua
- Departmani Paragvaja
- Departmani Urugvaja